# Das fliegende Schiff
Das fliegende Schiff ist ein Volksmärchen (AT 513A), das im russischen, ukrainischen, schwedischen, niederländischen und katalanischen Sprachraum sowie im deutschsprachigen Raum bekannt ist.

## Inhalt
Ein Bauernpaar hat drei Söhne, wobei die Mutter die beiden älteren und klügeren bevorzugt. Der dritte Sohn wird als "der dumme Iwanuschka" benachteiligt. Als der Zar kundtut, er gebe demjenigen seine Tochter Katharina zur Frau, der ihm ein fliegendes Schiff bringt, versuchen erst die älteren Brüder ihr Glück, scheitern aber an einem "armen alten Mann", den sie verspotten, statt ihm Brot zu geben. Sie kehren heim und liegen weiter auf der Bärenhaut.
Iwanuschka macht sich auf den Weg, teilt seinen Proviant gutherzig und selbstlos mit dem alten Bettler. Dieser verrät ihm, wie er an das fliegende Schiff kommt und empfiehlt ihm, jeden im Schiff mitzunehmen, den er auf dem Weg zum Zarenhof trifft. Iwanuschka tut, wie ihm geheißen. Er schlägt mit der Axt gegen den ersten Baum im Wald und legt sich hin. Er schläft ein. Am Morgen steht das Fliegende Schiff neben ihm. Unterwegs nimmt er acht Männer mit: 1. einen, der extrem gut hört, 2. einen, der auf einem Bein hüpft, während das andere gefesselt ist, weil er sonst mit einem Schritt die Welt durchmisst, 3. einen Schützen, der auf 1000 Werst eine Fliege trifft, 4. den "Vielfraß", 5. den "Durstschlauch", 6. einen Mann mit Zauberstroh: wer es bei Hitze auslegt, erzeugt Kälte und Schnee, 7. einen Mann mit Brennholz: wer es zu Boden wirft, erschafft ein großes Heer, 8. einen "Kraftmenschen".
Als der Zar das Fliegende Schiff kommen sieht, erkundigt er sich nach den Insassen. Die Besatzung von Bauern missfällt ihm. So wird er wortbrüchig und stellt Iwanuschka mehrere Aufgaben: viel essen; viel trinken; einen Becher Lebenswasser für die Zarewna holen. Als Iwanuschka alle Aufgaben mithilfe der Gefährten lösen kann, unternimmt der Zar erst einen Mordversuch in der Sauna, den der Protagonist dank des Zauberstrohs überlebt. Dann bietet der Zar so viel Gold, wie Iwanuschka wegtragen kann, wenn er die Zarewna aufgibt. Iwanuschka stimmt dem Handel zu, denn: „Die Zarentochter gefiel ihm nämlich nicht.“ Der Kraftmensch trägt nun das gesamte Zarengold aufs fliegende Schiff. Der erzürnte Zar lässt sein Heer angreifen, das vom Brennholz-Mann besiegt wird.
Die neun Freunde fliegen mit dem Schiff zur Insel Bujan im blauen Ozean, wo sie glücklich zusammen leben.

## Verbreitung
Die oben beschriebene Fassung stammt aus Russland. Das Motiv AT 513A ist auch im übrigen Europa weit verbreitet, u. a. auch in den Grimmschen Märchen Sechse kommen durch die ganze Welt, Die goldene Gans und Die sechs Diener. Auch sind die wunderbaren Helfer bereits in der altgriechischen Argonautensage, in den Sagen der Kelten über König Artus und in Giambattista Basiles Der Dummling aus dem Pentameron anzutreffen. Das Motiv des wunderbaren Schiffes findet sich ebenfalls schon in der Argonautensage. In dieser baut Iason das Zauberschiff Argo mit der Hilfe der Göttin Pallas Athene und dem großen Schiffsbauer Argos. In den beiden altisländischen Edden besitzt der Gott Freyr ein Schiff namens Skidbladnir, das in Snorris Edda (Kapitel 41–43 und 61) stets günstigen Wind hat.
In einer der russischen sehr ähnlichen ukrainischen Version, die im Deutschen denselben Titel bekam, zwischen 1860 und 1870 in Gadjač im Gouvernement Poltava aufgezeichnet wurde und unter AT 513B einzuordnen ist, werden der Dumme und die Zarewna am Ende verheiratet. Sie stammt von dem Märchensammler Ivan Rudčenko und wurde in P. E. Rudčenkos Werk Südrussische Volksmärchen (Band II S. 78–85 Nr. 25, Kiew 1869/1870) veröffentlicht.
In den Versionen Nord, Mittel- und Südeuropas wird oft von einem Schiff geschrieben, das über Wasser und Land fährt oder geht. Johann Wilhelm Wolfs Version erschien in Deutsche Märchen und Sagen (Leipzig 1845, Nr. 25) unter dem Titel Von dem Schiff, das zu Wasser und zu Lande fuhr. Veröffentlicht wurde sie auch in dem Werk Die Märchen der Weltliteratur – Märchen der Niederlande von A. M. A. Cox-Leick und H. L. Cox (Düsseldorf / Köln 1977). In Ernst Heinrich Meiers Version aus dem Werk Deutsche Volksmärchen aus Schwaben (Stuttgart 1852), wird das Märchen mit Das Schiff, das zu Waßer und zu Lande geht betitelt. Josef Polsterer veröffentlichte das Märchen als Das kunstreiche Luftschiff in seinem Werk Schwänke und Bauernerzählungen aus Niederösterreich (Wien 1908, S. 92–101). Eine Version in bairischer Mundart aus der Sammlung von Alfred Karasek-Langer, die 1936 von Anna Loschdorfer nach der Erzählerin Katharina Schrattner, die aus Ungarn stammte, aufgezeichnet wurde, erhielt im Deutschen den Titel Vom Schiff, das auf trockenem Land fährt.
In Johan Nordlanders abweichender schwedischen Version aus dem Werk Svenska Folksagor (Stockholm 1892, S. 10–18), sind es vier alte Frauen mit besonderen Kräften, die mitgenommen werden und dabei behilflich sind eine Prinzessin aus der Gewalt eines Riesen zu befreien. Die Version bekam im Deutschen den Titel Das Schiff, das über Wasser und Land fuhr. Eine lothringische Version, die im Deutschen als Das Wunderschiff des glücklichen Hans übersetzt wurde, enthält eine alte Frau, die dem Protagonisten erst hilft und sich dann in ein junges Mädchen verwandelt, was geheiratet wird. In einer katalanischen Version aus der Sammlung von Thordis von Seuss, die im Deutschen den Titel Ein Schiff zu Wasser und zu Lande trägt und 1963 in Barcelona von einer aus Gerona stammenden Nonne erzählt wurde, sind es ein Wolf und ein Habicht, die dem Helden beiseitestehen. Joan Amades’ Version aus Mallorca, die 1922 von Caterina Agulló aus Palma erzählt und in dem Werk Folklore de Catalunya (Barcelona 1950, S. 408) veröffentlicht wurde, erhielt im Deutschen den Titel Das Schiff, das zu Wasser und zu Land fahren konnte.

## Verfilmungen
Unter dem Titel The Fool of the World and the Flying Ship wurde das Märchen 1990 in Großbritannien in Stop-Motion-Technik verfilmt.